# Драгосавлевич, Страхиня
Страхиня Драгосавлевич (серб. Страхиња Драгосављевић; 27 октября 2006) — сербский гребец на байдарках, чемпион Европы 2025 года.

## Карьера
В 2024 году принимал участие в чемпионате Европы в Сегеде, где в байдарках-двойках на дистанции 200 метров стал шестым.
В 2025 году, в возрасте восемнадцати лет, принял участие во взрослом чемпионате Европы, который состоялся в Рачице, Чехия. На дистанции 200 метров в байдарках-одиночках завоевал золотую медаль, немного опередив именитых гребцов Мессиаша Баптишту из Португалии и Карлоса Аревало из Испании.